# Lidiya Podsepkina
Lidiya Podsepkina (* 30. November 2003) ist eine usbekische Hürdenläuferin, die sich auf die 100-Meter-Distanz spezialisiert hat.

## Sportliche Laufbahn
Erste internationale Erfahrungen sammelte Lidiya Podsepkina im Jahr 2022, als sie bei den U20-Weltmeisterschaften in Cali mit 13,95 s in der ersten Runde über 100 m Hürden ausschied. Anschließend belegte sie bei den Islamic Solidarity Games in Konya in 14,18 s den siebten Platz und kam mit der usbekischen 4-mal-100-Meter-Staffel nicht ins Ziel. Im Jahr darauf schied sie bei den Hallenasienmeisterschaften in Astana mit 8,55 s im Vorlauf über 60 m Hürden aus. Im Juli kam sie bei den Freiluftmeisterschaften in Bangkok mit 13,93 s nicht über den Vorlauf über 100 m Hürden hinaus und wurde mit der Staffel im Finale disqualifiziert. 2024 gelangte sie bei den Hallenasienmeisterschaften in Teheran mit 8,50 s auf den achten Platz über 60 m Hürden und gewann mit der usbekischen 4-mal-400-Meter-Staffel in 4:12,43 min die Bronzemedaille hinter den Teams aus Kasachstan und Iran. Im Jahr darauf verpasste sie bei den Asienmeisterschaften in Gumi mit 13,68 s den Finaleinzug über 100 m Hürden.
In den Jahren 2022 und 2024 wurde Podsepkina usbekische Meisterin im 100-Meter-Hürdenlauf sowie 2022 Hallenmeisterin über 60 m Hürden.

## Persönliche Bestleistungen
- 100 m Hürden: 13,68 s (+1,8 m/s), 28. Mai 2025 in Gumi
  - 60 m Hürden (Halle): 8,38 s, 27. Januar 2024 in Astana